# Henri Anier
Henri Anier est un footballeur estonien, né le 17 décembre 1990 à Tallinn. Il évolue au poste d'attaquant.

## Biographie
Le 29 juillet 2013, il rejoint Motherwell en prêt.
Le 19 juin 2014, il rejoint Erzgebirge Aue.
Le 15 janvier 2015 il rejoint Dundee United.

## Palmarès
- FC Flora Tallinn :
  - Champion d'Estonie en 2010 et 2011.
  - Vainqueur de la Coupe d'Estonie en 2009 et 2011.
  - Vainqueur de la Supercoupe d'Estonie en 2009 et 2011.